# Sisseton
Sisseton település az Amerikai Egyesült Államok Dél-Dakota államában, Roberts megyében, melynek megyeszékhelye is. Lakosainak száma 2479 fő (2020. április 1.).

## Népesség
A település népességének változása:

| 2010 | 2 470 |
| 2020 | 2 479 |